# Walter Rimstad
Walter Rimstad (né le 18 septembre 1916 à Swift Current, dans la province de la Saskatchewan au Canada et mort le 16 août 1996 à Lethbridge dans la même province) est un joueur professionnel canadien de hockey sur glace.

## Carrière de joueur
Il commence sa carrière en 1936 avec les Rovers de New York dans l'Eastern Hockey League.

## Statistiques de carrière
| Saison  | Équipe                    | Ligue |    | Saison régulière | Saison régulière | Saison régulière | Saison régulière | Saison régulière |   | Séries éliminatoires | Séries éliminatoires | Séries éliminatoires | Séries éliminatoires | Séries éliminatoires |
| Saison  | Équipe                    | Ligue | PJ | B                | A                | Pts              | Pun              | PJ               | B | A                    | Pts                  | Pun                  |                      |                      |
| 1936-37 | Rovers de New York        | EHL   | -  | -                | -                | -                | -                | -                | - | -                    | -                    | -                    |                      |                      |
| 1937-38 | Rovers de New York        | EHL   | 55 | 21               | 23               | 44               | 43               | -                | - | -                    | -                    | -                    |                      |                      |
| 1938-39 | Rovers de New York        | EHL   | 53 | 14               | 20               | 34               | 16               | -                | - | -                    | -                    | -                    |                      |                      |
| 1939-40 | Rovers de New York        | EHL   | -  | -                | -                | -                | -                | -                | - | -                    | -                    | -                    |                      |                      |
| 1940-41 | Maple Leafs de Lethbridge | ASHL  | -  | 9                | 6                | 15               | 8                | -                | - | -                    | -                    | -                    |                      |                      |
| 1941-42 | Maple Leafs de Lethbridge | ABCSL | -  | 24               | 12               | 36               | 10               | -                | - | -                    | -                    | -                    |                      |                      |
| 1946-47 | Maple Leafs de Lethbridge | WCSHL | -  | 4                | 3                | 7                | 12               | -                | - | -                    | -                    | -                    |                      |                      |
| 1947-48 | Maple Leafs de Lethbridge | WCSHL | -  | 1                | 0                | 1                | 0                | -                | - | -                    | -                    | -                    |                      |                      |